# ベアトリス・デ・ナバラ (ブルゴーニュ公妃)
ベアトリス・デ・ナバラ（スペイン語：Beatriz de Navarra, 1242年? - 1295年）またはベアトリス・ド・ナヴァール（フランス語：Béatrice de Navarre）は、ブルゴーニュ公ユーグ4世の2番目の妃。ナバラ王テオバルド1世とマルグリット・ド・ブルボン＝ダンピエールの娘。兄弟にテオバルド2世およびエンリケ1世がいる。名はベアトリス・ド・シャンパーニュ（Béatrice de Champagne）とも記される。

## 生涯
ベアトリスはブルゴーニュ公ユーグ4世と結婚し、ブルゴーニュ公妃となった。
ユーグ4世にはすでに最初の妃ヨランド・ド・ドルーとの間に息子ロベール2世がいたため、ベアトリスの息子ユーグは公位につくことはなかった。1271年にユーグ4世が死去し、ロベール2世が公位を継承した。夫の死後、ベアトリスはリスル＝シュル＝スランの城に引退した。ベアトリスは義理の息子ロベール2世と対立し、フランス王フィリップ2世に庇護を求めた。また、ベアトリスは1273年に弟エンリケ1世に対する継承権を放棄した。

## 子女
- ユーグ（1260年 - 1288年） - アヴァロン子爵。マルグリット・ド・サランと結婚。
- ベアトリス（1260年 - 1328年） - グリニョン女領主。ラ・マルシュ伯ユーグ13世・ド・リュジニャンと結婚。
- マルグリット（? - 1300年以降） - ヴィトー女領主。アルレ領主ジャン1世・ド・シャロン＝アルレ（アンスカリ家）と結婚[2]。
- ジャンヌ（? - 1295年） - 修道女
- イザベル（イザベラ、エリザベート）（1270年 - 1323年） - ローマ王ルドルフ1世の2番目の妃